# Llista de topònims de Montgat
Llista de topònims (noms propis de lloc) del municipi de Montgat, al Maresme
Informació actualitzada per un bot. Els canvis manuals es perdran quan s'actualitzi!

## búnquer
| imatge | Nom                               | Ubicat a | instància de | Detalls      | coordenades | Protecció | Commons (més fotos) | Dades a WD                    |
| ------ | --------------------------------- | -------- | ------------ | ------------ | --- | --------- | ------------------- | ----------------------------- |
|        | Búnquer de la Platja de Montsolís | Montgat  | búnquer      | 1937         | 41° 28′ 14″ N, 2° 17′ 30″ E / 41.4705697°N,2.2916289°E ca:Planta de Monsolís                                          |           |                     | Modifica les dades a Wikidata |
|        | Búnquer de la Riera d'en Font     | Montgat  | búnquer      | 20th century | 41° 28′ 05″ N, 2° 17′ 09″ E / 41.4681°N,2.28571°E ca:A la platja, entre la riera d'en Font i el torrent de la Foguera |           |                     | Modifica les dades a Wikidata |

## casa
| imatge | Nom                                | Ubicat a | instància de | Detalls                                      | coordenades                                                                                                | Protecció                                  | Commons (més fotos)                       | Dades a WD                    |
| ------ | ---------------------------------- | -------- | ------------ | -------------------------------------------- | --- | ------------------------------------------ | ----------------------------------------- | ----------------------------- |
|        | Cal Pallejà                        | Montgat  | casa masia   | Estil: academicisme arquitectura neoclàssica | 41° 28′ 12″ N, 2° 17′ 13″ E / 41.469993°N,2.287057°E ca:Camí de Can Regent                                 | bé cultural d'interès local                | Cal Pallejà                               | Modifica les dades a Wikidata |
|        | Cal Ric                            | Montgat  | casa         |                                              | 41° 28′ 21″ N, 2° 17′ 40″ E / 41.47260552016991°N,2.294307947158814°E                                      |                                            |                                           | Modifica les dades a Wikidata |
|        | Can Cutxet                         | Montgat  | casa         |                                              | 41° 27′ 52″ N, 2° 16′ 11″ E / 41.464457662813025°N,2.2697550058364873°E                                    |                                            |                                           | Modifica les dades a Wikidata |
|        | Can Grafilat                       | Montgat  | casa         |                                              | 41° 27′ 55″ N, 2° 16′ 10″ E / 41.465165164135534°N,2.2694331407547°E                                       |                                            |                                           | Modifica les dades a Wikidata |
|        | Can Regent                         | Montgat  | casa         | Estil: arquitectura popular 20th century     | 41° 28′ 27″ N, 2° 16′ 48″ E / 41.474254°N,2.280005°E ca:C. de l'Onze de setembre, s/n                      | bé integrant del patrimoni cultural català | Can Regent (Montgat)                      | Modifica les dades a Wikidata |
|        | Casa a la riera d'en Font          | Montgat  | casa         | Estil: arquitectura popular 19th century     | 41° 28′ 04″ N, 2° 17′ 04″ E / 41.467904°N,2.284362°E ca:C. Riera d'en Font, 8 Bis                          | bé integrant del patrimoni cultural català | Casa del carrer del Mar (Montgat)         | Modifica les dades a Wikidata |
|        | Casa de la Carretera de Mataró 111 | Montgat  | casa         |                                              | 41° 27′ 40″ N, 2° 16′ 05″ E / 41.46099642292742°N,2.268118858337403°E ca:Carrer Marina 111, Montgat        |                                            |                                           | Modifica les dades a Wikidata |
|        | Casa del carrer Marina 15          | Montgat  | casa         |                                              | 41° 27′ 43″ N, 2° 16′ 12″ E / 41.4620094878708°N,2.2699803113937382°E ca:Carrer Marina 155, Montgat        |                                            |                                           | Modifica les dades a Wikidata |
|        | Casa del carrer Sant Jordi 30      | Montgat  | casa         |                                              | 41° 27′ 49″ N, 2° 16′ 17″ E / 41.46349555584564°N,2.2713112234987425°E ca:Carrer de Sant Jordi 30, Montgat |                                            |                                           | Modifica les dades a Wikidata |
|        | Cases del carrer Marina 11,13      | Montgat  | casa         |                                              | 41° 27′ 43″ N, 2° 16′ 11″ E / 41.46185270504563°N,2.2698032855987553°E ca:carrer Marina 11-30, Montgat     |                                            |                                           | Modifica les dades a Wikidata |
|        | casa al carrer Figuerola, 17-19    | Montgat  | casa         | Estil: arquitectura eclèctica 20th century   | 41° 28′ 04″ N, 2° 16′ 45″ E / 41.4678°N,2.27921°E ca:Carrer Figuerola, 17-19                               | bé integrant del patrimoni cultural català | Casa al carrer Figuerola, 17-19 (Montgat) | Modifica les dades a Wikidata |

## conjunt d'edificis
| imatge | Nom                                              | Ubicat a | instància de               | Detalls | coordenades                                                                                 | Protecció | Commons (més fotos) | Dades a WD                    |
| ------ | ------------------------------------------------ | -------- | -------------------------- | ------- | ------------------------------------------------------------------------------------------- | --------- | ------------------- | ----------------------------- |
|        | Les Bateries                                     | Montgat  | conjunt d'edificis         |         | 41° 28′ 01″ N, 2° 16′ 20″ E / 41.46703°N,2.27229°E ca:Parc de les Bateries                  |           |                     | Modifica les dades a Wikidata |
|        | nius de metralladores i plataforma per reflector | Montgat  | conjunt d'edificis búnquer | 1937    | 41° 27′ 54″ N, 2° 16′ 44″ E / 41.46487°N,2.279°E ca:A la platja, davant del Turó de Montgat |           |                     | Modifica les dades a Wikidata |

## edifici
| imatge | Nom            | Ubicat a | instància de | Detalls                                                  | coordenades                                                                                                | Protecció                                  | Commons (més fotos)      | Dades a WD                    |
| ------ | -------------- | -------- | ------------ | -------------------------------------------------------- | --- | ------------------------------------------ | ------------------------ | ----------------------------- |
|        | Banys Montgat  | Montgat  | edifici      | Estil: arquitectura popular Estat: enderrocat o destruït | | bé integrant del patrimoni cultural català |                          | Modifica les dades a Wikidata |
|        | Fonda Marina   | Montgat  | edifici      | 1928                                                     | 41° 28′ 13″ N, 2° 17′ 23″ E / 41.47019°N,2.28959°E ca:Entre la carretera N-II i la Riera d'en Miquel Matas |                                            |                          | Modifica les dades a Wikidata |
|        | Quinta Santana | Montgat  | edifici      | Estil: arquitectura eclèctica 19th century               | 41° 28′ 12″ N, 2° 16′ 00″ E / 41.470071°N,2.266626°E ca:Carretera de Tiana                                 | bé integrant del patrimoni cultural català | Quinta Santana (Montgat) | Modifica les dades a Wikidata |

## element arquitectònic
| imatge | Nom                                     | Ubicat a | instància de          | Detalls                                        | coordenades                                                                   | Protecció | Commons (més fotos)           | Dades a WD                    |
| ------ | --------------------------------------- | -------- | --------------------- | ---------------------------------------------- | ----------------------------------------------------------------------------- | --------- | ----------------------------- | ----------------------------- |
|        | Portalada de Can Ribas                  | Montgat  | element arquitectònic | Estil: historicisme arquitectònic 19th century | 41° 28′ 14″ N, 2° 16′ 44″ E / 41.47059°N,2.27894°E ca:Avinguda Jordana, 72    |           | Portal de Can Ribas (Montgat) | Modifica les dades a Wikidata |
|        | Reixa i mur de tancament de cal Pallejà | Montgat  | element arquitectònic | Estil: historicisme arquitectònic 19th century | 41° 28′ 10″ N, 2° 17′ 14″ E / 41.46958°N,2.28731°E ca:C. Aurora Bertrana, 1-3 |           |                               | Modifica les dades a Wikidata |

## església
| imatge | Nom                   | Ubicat a | instància de     | Detalls                                   | coordenades                                                                                   | Protecció                   | Commons (més fotos)              | Dades a WD                    |
| ------ | --------------------- | -------- | ---------------- | ----------------------------------------- | --------------------------------------------------------------------------------------------- | --------------------------- | -------------------------------- | ----------------------------- |
|        | Sant Joan de Montgat  | Montgat  | església         | Estil: historicisme arquitectònic 1816    | 41° 28′ 02″ N, 2° 16′ 54″ E / 41.46731°N,2.28178°E ca:Carrer de l'Església / Carrer del Mar   | bé cultural d'interès local | Sant Joan Baptista (Montgat)     | Modifica les dades a Wikidata |
|        | capella de Sant Martí | Montgat  | església capella | Estil: arquitectura romànica 11st century | 41° 28′ 16″ N, 2° 16′ 44″ E / 41.471239°N,2.278972°E ca:Avinguda Jordana, 70 (Club de tennis) | bé cultural d'interès local | Capella de Sant Martí de Montgat | Modifica les dades a Wikidata |

## estació de ferrocarril
| imatge | Nom                     | Ubicat a | instància de           | Detalls                                    | coordenades                                                                                             | Protecció                                  | Commons (més fotos)        | Dades a WD                    |
| ------ | ----------------------- | -------- | ---------------------- | ------------------------------------------ | --- | ------------------------------------------ | -------------------------- | ----------------------------- |
|        | Estació de Montgat      | Montgat  | estació de ferrocarril | Estil: arquitectura eclèctica 20th century | 41° 27′ 47″ N, 2° 16′ 20″ E / 41.462991666667°N,2.272175°E ca:Carrer Marina / Plaça de les Mallorquines | bé integrant del patrimoni cultural català | Montgat train station      | Modifica les dades a Wikidata |
|        | Estació de Montgat Nord | Montgat  | estació de ferrocarril |                                            | 41° 28′ 08″ N, 2° 17′ 13″ E / 41.468777777778°N,2.2868194444444°E                                       |                                            | Montgat Nord train station | Modifica les dades a Wikidata |

## font
| imatge | Nom                            | Ubicat a | instància de | Detalls | coordenades                                                                  | Protecció | Commons (més fotos) | Dades a WD                    |
| ------ | ------------------------------ | -------- | ------------ | ------- | ---------------------------------------------------------------------------- | --------- | ------------------- | ----------------------------- |
|        | Font de la riera de Sant Jordi | Montgat  | font         |         | 41° 27′ 51″ N, 2° 16′ 13″ E / 41.46425666671108°N,2.27018415927887°E         |           |                     | Modifica les dades a Wikidata |
|        | font del carrer de l'Església  | Montgat  | font         | 1982    | 41° 28′ 04″ N, 2° 17′ 01″ E / 41.46771°N,2.2837°E ca:Al carrer de l'Església |           |                     | Modifica les dades a Wikidata |

## jardí públic
| imatge | Nom              | Ubicat a | instància de | Detalls      | coordenades                                                                                        | Protecció | Commons (més fotos) | Dades a WD                    |
| ------ | ---------------- | -------- | ------------ | ------------ | -------------------------------------------------------------------------------------------------- | --------- | ------------------- | ----------------------------- |
|        | Parc del Tramvia | Montgat  | jardí públic | 2001         | 41° 28′ 16″ N, 2° 16′ 28″ E / 41.47116°N,2.27454°E ca:Entre l'Avinguda Jordana i el Carrer Maresme |           |                     | Modifica les dades a Wikidata |
|        | parc del Turonet | Montgat  | jardí públic | 21st century | 41° 28′ 05″ N, 2° 16′ 49″ E / 41.46798°N,2.28035°E ca:Al barri del Turó del Mar                    |           |                     | Modifica les dades a Wikidata |

## masia
| imatge | Nom                      | Ubicat a      | instància de                       | Detalls                                        | coordenades                                                                                         | Protecció                                  | Commons (més fotos)                | Dades a WD                    |
| ------ | ------------------------ | ------------- | ---------------------------------- | ---------------------------------------------- | --------------------------------------------------------------------------------------------------- | ------------------------------------------ | ---------------------------------- | ----------------------------- |
|        | Ca l'Umbert              | Montgat       | masia Ús: agricultura              | Estil: arquitectura popular                    | 41° 28′ 14″ N, 2° 16′ 53″ E / 41.4705°N,2.281278°E ca:Camí Vell a Tiana                             | bé cultural d'interès nacional             | Ca l'Umbert                        | Modifica les dades a Wikidata |
|        | Can Benet                | Montgat Tiana | masia                              |                                                | 41° 28′ 17″ N, 2° 16′ 11″ E / 41.4715224184254°N,2.2697690042135°E ca:Passeig de la Vilessa (final) |                                            |                                    | Modifica les dades a Wikidata |
|        | Can Casanoves            | Montgat       | masia                              |                                                | 41° 27′ 56″ N, 2° 16′ 04″ E / 41.46547°N,2.2677°E                                                   |                                            |                                    | Modifica les dades a Wikidata |
|        | Can Maurici              | Montgat Tiana | masia                              |                                                | 41° 28′ 22″ N, 2° 16′ 41″ E / 41.47269°N,2.27811°E                                                  |                                            |                                    | Modifica les dades a Wikidata |
|        | Can Munts                | Montgat Tiana | masia                              |                                                | 41° 28′ 47″ N, 2° 17′ 23″ E / 41.4798343025645°N,2.28959438083161°E                                 |                                            |                                    | Modifica les dades a Wikidata |
|        | Can Perolet              | Montgat       | masia                              |                                                | 41° 28′ 07″ N, 2° 16′ 05″ E / 41.4686380714958°N,2.2680409744351°E                                  |                                            |                                    | Modifica les dades a Wikidata |
|        | Can Ribas                | Montgat       | masia jaciment arqueològic capella | Estil: arquitectura popular 18th century       | 41° 28′ 15″ N, 2° 16′ 45″ E / 41.4709°N,2.27923°E ca:Avinguda Jordana, 72                           | bé integrant del patrimoni cultural català | Can Ribas (Montgat)                | Modifica les dades a Wikidata |
|        | Can Ventura              | Montgat       | masia                              | Estil: historicisme arquitectònic 20th century | 41° 28′ 22″ N, 2° 17′ 43″ E / 41.472691°N,2.295267°E ca:Camí Ral                                    | bé integrant del patrimoni cultural català | Can Ventura (Montgat)              | Modifica les dades a Wikidata |
|        | Mas Gili                 | Montgat       | masia                              | 15th century                                   | 41° 28′ 28″ N, 2° 16′ 39″ E / 41.474553°N,2.277402°E ca:Camí de Can Gili                            | bé integrant del patrimoni cultural català | Mas Gili (Montgat)                 | Modifica les dades a Wikidata |
|        | Masia de Can Sant Hilari | Montgat       | masia                              | Estil: arquitectura popular 19th century       | 41° 28′ 00″ N, 2° 16′ 47″ E / 41.46674°N,2.27967°E ca:Camí Ral, 3                                   | bé cultural d'interès local                | Masia de Can Sant Hilari (Montgat) | Modifica les dades a Wikidata |

## mobiliari urbà
| imatge | Nom                                           | Ubicat a | instància de                    | Detalls                                           | coordenades                                                                        | Protecció | Commons (més fotos) | Dades a WD                    |
| ------ | --------------------------------------------- | -------- | ------------------------------- | ------------------------------------------------- | ---------------------------------------------------------------------------------- | --------- | ------------------- | ----------------------------- |
|        | Farola del carrer Mallorquines                | Montgat  | mobiliari urbà                  | 19th century                                      | 41° 36′ 48″ N, 2° 16′ 39″ E / 41.61335°N,2.27738°E ca:C. de Sant Francesc, 8 Tiana |           |                     | Modifica les dades a Wikidata |
|        | Monòlit Commemoratiu del Centre Excursionista | Montgat  | mobiliari urbà monument monòlit | 1976 Dedicat a: Centre Excursionista de Catalunya | 41° 27′ 57″ N, 2° 16′ 43″ E / 41.4659°N,2.27866°E ca:Turó de Montgat               |           |                     | Modifica les dades a Wikidata |

## monument
| imatge | Nom                           | Ubicat a | instància de | Detalls                               | coordenades                                                                               | Protecció | Commons (més fotos)                     | Dades a WD                    |
| ------ | ----------------------------- | -------- | ------------ | ------------------------------------- | ----------------------------------------------------------------------------------------- | --------- | --------------------------------------- | ----------------------------- |
|        | Monument a L'onze de Setembre | Montgat  | monument     | 2001                                  | 41° 27′ 55″ N, 2° 16′ 40″ E / 41.46523°N,2.27786°E ca:Al Sud Oest del Turó de Montgat     |           | Monument a l'Onze de Setembre (Montgat) | Modifica les dades a Wikidata |
|        | Monument a la Mediterrània    | Montgat  | monument     | Creador: Àlvar Suñol Muñoz-Ramos 2003 | 41° 27′ 48″ N, 2° 16′ 19″ E / 41.4632855718864°N,2.27196893739991°E ca:Plaça Mallorquines |           | Monument a la Mediterrània              | Modifica les dades a Wikidata |

## muntanya
| imatge | Nom                  | Ubicat a | instància de | Detalls                           | coordenades                                                           | Protecció                                  | Commons (més fotos) | Dades a WD                    |
| ------ | -------------------- | -------- | ------------ | --------------------------------- | --------------------------------------------------------------------- | ------------------------------------------ | ------------------- | ----------------------------- |
|        | Turó de Montgat      | Montgat  | muntanya     |                                   | 41° 27′ 57″ N, 2° 16′ 43″ E / 41.4658949776°N,2.27868166694°E 40 msnm | bé integrant del patrimoni cultural català | Turó de Montgat     | Modifica les dades a Wikidata |
|        | Turó de les Bateries | Montgat  | muntanya     |                                   | 41° 28′ 11″ N, 2° 16′ 18″ E / 41.46978°N,2.27155°E 116.3 msnm         |                                            |                     | Modifica les dades a Wikidata |
|        | Turó del Mar         | Montgat  | muntanya     | Estil: historicisme arquitectònic | 41° 28′ 04″ N, 2° 16′ 49″ E / 41.467725°N,2.280209°E                  | bé integrant del patrimoni cultural català | Turó del Mar        | Modifica les dades a Wikidata |

## nucli d'entitat singular de població
| imatge | Nom         | Ubicat a | instància de                                           | Detalls  | coordenades                                                               | Protecció | Commons (més fotos) | Dades a WD                    |
| ------ | ----------- | -------- | ------------------------------------------------------ | -------- | ------------------------------------------------------------------------- | --------- | ------------------- | ----------------------------- |
|        | Can Siurana | Montgat  | nucli d'entitat singular de població                   | 1736 hab | 41° 28′ 09″ N, 2° 16′ 03″ E / 41.46905°N,2.26741°E 43 msnm                |           |                     | Modifica les dades a Wikidata |
|        | Sant Joan   | Montgat  | nucli d'entitat singular de població capital municipal | 591 hab  | 41° 28′ 06″ N, 2° 16′ 58″ E / 41.468352810017°N,2.2827536846276°E 34 msnm |           |                     | Modifica les dades a Wikidata |

## nucli de població
| imatge | Nom                       | Ubicat a | instància de                                           | Detalls  | coordenades                                                      | Protecció | Commons (més fotos) | Dades a WD                    |
| ------ | ------------------------- | -------- | ------------------------------------------------------ | -------- | ---------------------------------------------------------------- | --------- | ------------------- | ----------------------------- |
|        | Can Maurici               | Montgat  | nucli de població nucli d'entitat singular de població | 1005 hab | 41° 28′ 27″ N, 2° 16′ 40″ E / 41.47414834°N,2.27787341°E 58 msnm |           |                     | Modifica les dades a Wikidata |
|        | Montsolís                 | Montgat  | nucli de població nucli d'entitat singular de població | 2385 hab | 41° 28′ 14″ N, 2° 17′ 09″ E / 41.47064919°N,2.28584027°E 46 msnm |           |                     | Modifica les dades a Wikidata |
|        | Residencial Camí d'Alella | Montgat  | nucli de població nucli d'entitat singular de població | 518 hab  | 41° 28′ 31″ N, 2° 16′ 52″ E / 41.47524919°N,2.28105895°E 75 msnm |           |                     | Modifica les dades a Wikidata |
|        | el Pont de Tiana          | Montgat  | nucli de població nucli d'entitat singular de població | 18 hab   | 41° 28′ 20″ N, 2° 16′ 32″ E / 41.47215178°N,2.27550038°E 69 msnm |           |                     | Modifica les dades a Wikidata |
|        | el Turó del Mar           | Montgat  | nucli de població nucli d'entitat singular de població | 1910 hab | 41° 28′ 20″ N, 2° 16′ 58″ E / 41.47216171°N,2.28282963°E 38 msnm |           |                     | Modifica les dades a Wikidata |
|        | la Colònia Argentina      | Montgat  | nucli de població nucli d'entitat singular de població | 643 hab  | 41° 28′ 02″ N, 2° 16′ 47″ E / 41.46733269°N,2.27978134°E 48 msnm |           |                     | Modifica les dades a Wikidata |
|        | les Costes                | Montgat  | nucli de població nucli d'entitat singular de població | 518 hab  | 41° 28′ 14″ N, 2° 15′ 51″ E / 41.4704583°N,2.26414229°E 87 msnm  |           |                     | Modifica les dades a Wikidata |
|        | les Mallorquines          | Montgat  | nucli de població nucli d'entitat singular de població | 2590 hab | 41° 27′ 48″ N, 2° 16′ 13″ E / 41.46329105°N,2.27021065°E 9 msnm  |           |                     | Modifica les dades a Wikidata |
|        | les Vilares               | Montgat  | nucli de població nucli d'entitat singular de població | 703 hab  | 41° 28′ 10″ N, 2° 16′ 40″ E / 41.4695804°N,2.27768466°E 17 msnm  |           |                     | Modifica les dades a Wikidata |

## obra escultòrica
| imatge | Nom                                | Ubicat a | instància de     | Detalls                       | coordenades                                                                           | Protecció | Commons (més fotos)                | Dades a WD                    |
| ------ | ---------------------------------- | -------- | ---------------- | ----------------------------- | ------------------------------------------------------------------------------------- | --------- | ---------------------------------- | ----------------------------- |
|        | Escultura de Tirant Lo Blanc       | Montgat  | obra escultòrica | 2003                          | 41° 28′ 09″ N, 2° 16′ 28″ E / 41.46907°N,2.27442°E ca:Ronda dels Països Catalans, s/n |           |                                    | Modifica les dades a Wikidata |
|        | Escultura de la rotonda de la B-20 | Montgat  | obra escultòrica | 20th century Estat: bon estat | 41° 28′ 19″ N, 2° 17′ 34″ E / 41.4719°N,2.29281°E ca:N-II, Rotonda del Masnou         |           | Escultura de la rotonda de la B-20 | Modifica les dades a Wikidata |

## parc
| imatge | Nom                        | Ubicat a | instància de | Detalls      | coordenades | Protecció | Commons (més fotos)        | Dades a WD                    |
| ------ | -------------------------- | -------- | ------------ | ------------ | --- | --------- | -------------------------- | ----------------------------- |
|        | Parc de la Riera d'en Font | Montgat  | parc         | 20th century | 41° 28′ 08″ N, 2° 17′ 03″ E / 41.469°N,2.2843°E ca:Entre el nucli del casc antic, el Turó del Mar i el Pla de Montgat. |           | Parc de la Riera d'en Font | Modifica les dades a Wikidata |
|        | Parc de les Bateries       | Montgat  | parc         | 20th century | 41° 28′ 06″ N, 2° 16′ 16″ E / 41.46847°N,2.27118°E ca:Al final del Carrer de les Bateries 37 msnm                      |           | Parc de les Bateries       | Modifica les dades a Wikidata |

## platja
| imatge | Nom                   | Ubicat a | instància de | Detalls      | coordenades                                          | Protecció | Commons (més fotos)   | Dades a WD                    |
| ------ | --------------------- | -------- | ------------ | ------------ | ---------------------------------------------------- | --------- | --------------------- | ----------------------------- |
|        | Platges de Montgat    | Montgat  | platja       | Llarg: 1830m | 41° 28′ 12″ N, 2° 17′ 26″ E / 41.4701°N,2.29059°E    |           | Beaches of Montgat    | Modifica les dades a Wikidata |
|        | platja de Cala Taps   | Montgat  | platja       |              | 41° 27′ 43″ N, 2° 16′ 17″ E / 41.461863°N,2.271383°E |           | Platja de Cala Taps   | Modifica les dades a Wikidata |
|        | platja de Monsolís    | Montgat  | platja       |              | 41° 28′ 11″ N, 2° 17′ 23″ E / 41.469803°N,2.28977°E  |           | Platja de Monsolís    | Modifica les dades a Wikidata |
|        | platja de Sant Joan   | Montgat  | platja       |              | 41° 27′ 57″ N, 2° 16′ 55″ E / 41.46595°N,2.28207°E   |           | Platja de Sant Joan   | Modifica les dades a Wikidata |
|        | platja de les Moreres | Montgat  | platja       |              | 41° 27′ 53″ N, 2° 16′ 37″ E / 41.464659°N,2.277043°E |           | Platja de les Moreres | Modifica les dades a Wikidata |

## pont
| imatge | Nom                                 | Ubicat a | instància de          | Detalls                       | coordenades | Protecció | Commons (més fotos) | Dades a WD                    |
| ------ | ----------------------------------- | -------- | --------------------- | ----------------------------- | --- | --------- | ------------------- | ----------------------------- |
|        | passarel·la del torrent de can Gili | Montgat  | pont pont de vianants | 20th century                  | 41° 28′ 25″ N, 2° 16′ 42″ E / 41.47362°N,2.27843°E ca:Torrent de Can Gili                                         |           |                     | Modifica les dades a Wikidata |
|        | pont de Tiana                       | Montgat  | pont                  | 20th century Estat: bon estat | 41° 28′ 16″ N, 2° 16′ 00″ E / 41.471°N,2.26669°E ca:A la riera de Sant Jordi, entre els termes de Montgat i Tiana |           |                     | Modifica les dades a Wikidata |

## Misc
| imatge | Nom                                          | Ubicat a              | instància de                                    | Detalls | coordenades | Protecció                                            | Commons (més fotos)                        | Dades a WD                    |
| ------ | -------------------------------------------- | --------------------- | ----------------------------------------------- | --- | --- | ---------------------------------------------------- | ------------------------------------------ | ----------------------------- |
|        | El Barri Antic                               | Montgat               | conjunt urbà                                    | | 41° 28′ 03″ N, 2° 16′ 58″ E / 41.467491149902344°N,2.2828149795532227°E ca:Carrer de l'Església / Carrer del Mar                                            |                                                      | Barri Antic de Montgat                     | Modifica les dades a Wikidata |
|        | Fabrica del carrer Marina 33, 35             | Montgat               | fàbrica                                         | | 41° 27′ 44″ N, 2° 16′ 13″ E / 41.462235112544434°N,2.270350772196253°E ca:Carrer Marina                                                                     |                                                      |                                            | Modifica les dades a Wikidata |
|        | Galeria subterrània del refugi de les Coves  | Montgat               | sepultura                                       | | 41° 27′ 56″ N, 2° 16′ 09″ E / 41.46546°N,2.26905°E |                                                      |                                            | Modifica les dades a Wikidata |
|        | Jaciment del turó de Montgat                 | Montgat               | jaciment arqueològic                            | | 41° 27′ 55″ N, 2° 16′ 36″ E / 41.46526566085631°N,2.2767448425292973°E                                                                                      |                                                      |                                            | Modifica les dades a Wikidata |
|        | Mercat Municipal de Montgat                  | Montgat               | mercat                                          | | 41° 28′ 21″ N, 2° 17′ 04″ E / 41.472545228982305°N,2.284566164016724°E ca:Plaça de la Mare                                                                  |                                                      |                                            | Modifica les dades a Wikidata |
|        | Mina del Requet                              | Montgat               | mina d'aigua                                    | | 41° 27′ 52″ N, 2° 16′ 04″ E / 41.464465702644155°N,2.2678989171981816°E                                                                                     |                                                      |                                            | Modifica les dades a Wikidata |
|        | Montgat                                      | Montgat               | entitat singular de població capital municipal  | 12646 hab | 41° 28′ 07″ N, 2° 16′ 48″ E / 41.46859°N,2.28001°E 22 msnm                                                                                                  |                                                      |                                            | Modifica les dades a Wikidata |
|        | Plaça de la Mare                             | Montgat               | plaça                                           | | 41° 28′ 18″ N, 2° 17′ 05″ E / 41.471701107092585°N,2.284747433068333°E ca:Carrer Lola Anglada amb Carrer Antònia Macià                                      |                                                      |                                            | Modifica les dades a Wikidata |
|        | Sector industrial Les Pedreres               | Montgat               | polígon industrial                              | | 41° 28′ 07″ N, 2° 16′ 08″ E / 41.4685261614716°N,2.26885656524898°E                                                                                         |                                                      |                                            | Modifica les dades a Wikidata |
|        | Torre al carrer Sant Antoni Maria Claret 101 | Montgat               | torre                                           | | 41° 27′ 59″ N, 2° 16′ 04″ E / 41.46626257988997°N,2.2678238153457646°E ca:Torre al carrer Sant Antoni Maria Claret                                          |                                                      |                                            | Modifica les dades a Wikidata |
|        | Torre de Ca l'Alsina                         | Montgat               | torre de defensa                                | Estil: arquitectura popular 16th century                                                                                   | 41° 27′ 58″ N, 2° 16′ 50″ E / 41.46619°N,2.28056°E ca:C. del Mar, 5                                                                                         | bé d'interès cultural bé cultural d'interès nacional | Torre de Ca l'Alsina                       | Modifica les dades a Wikidata |
|        | capella de Sant Joaquim                      | Montgat               | capella                                         | Estil: arquitectura contemporània 19th century                                                                             | 41° 28′ 27″ N, 2° 16′ 51″ E / 41.47403°N,2.28075°E ca:Can Regent. C. de l'Onze de setembre, s/n                                                             |                                                      |                                            | Modifica les dades a Wikidata |
|        | carrer de Montsolís                          | Montgat               | carrer                                          | Estil: arquitectura popular                                                                                                | 41° 28′ 12″ N, 2° 17′ 18″ E / 41.469902°N,2.288436°E ca:Carrer de Montsolís                                                                                 | bé integrant del patrimoni cultural català           | Carrer de Montsolís (Montgat)              | Modifica les dades a Wikidata |
|        | casa consistorial de Montgat                 | Montgat               | casa consistorial                               | | 41° 28′ 00″ N, 2° 16′ 44″ E / 41.466702°N,2.2789827°E |                                                      |                                            | Modifica les dades a Wikidata |
|        | guixera de can Boada                         | Montgat               | algepsar                                        | | 41° 27′ 55″ N, 2° 16′ 09″ E / 41.465329978675854°N,2.269057631492615°E                                                                                      |                                                      |                                            | Modifica les dades a Wikidata |
|        | mar Mediterrània                             |                       | mar interior mar mediterrani conca hidrogràfica | Superfície: 2500000km² Profunditat: 5267 1541m Volum: 3839000km³                                                           | 38° N, 17° E / 38°N,17°E 0 msnm |                                                      | Mediterranean Sea                          | Modifica les dades a Wikidata |
|        | riera d'en Font                              | Tiana Montgat         | torrent                                         | Desemboca: mar Mediterrània Llarg: 1200m                                                                                   | 41° 28′ 11″ N, 2° 17′ 01″ E / 41.46974°N,2.28373°E 41° 28′ 05″ N, 2° 17′ 08″ E / 41.46803055555556°N,2.2856305555555556°E ca:Al centre del terme de Montgat |                                                      |                                            | Modifica les dades a Wikidata |
|        | riera de Tiana                               | Maresme Tiana Montgat | curs d'aigua                                    | Desemboca: mar Mediterrània                                                                                                | 41° 27′ 56″ N, 2° 16′ 06″ E / 41.46569°N,2.26825°E ca:Al Sud Oest del terme de Montgat                                                                      |                                                      |                                            | Modifica les dades a Wikidata |
|        | templet-mirador del Turó del Mar             | Montgat               | estructura arquitectònica edifici               | Estil: historicisme arquitectònic 19th century                                                                             | 41° 28′ 04″ N, 2° 16′ 49″ E / 41.46772384643555°N,2.280311107635498°E ca:Parc del Turó del Mar                                                              |                                                      |                                            | Modifica les dades a Wikidata |
|        | túnel de Montgat                             | Montgat               | túnel                                           | Estil: arquitectura eclèctica 19th century Travessa: Turó de Montgat Hi passa: línia Barcelona - Mataró - Maçanet Massanes | 41° 27′ 58″ N, 2° 16′ 46″ E / 41.46611111°N,2.27944444°E ca:Al costat de la carretera N-II                                                                  | bé cultural d'interès local                          | Túnel de Montgat                           | Modifica les dades a Wikidata |
|        | xemeneia de l'antiga fàbrica ERT             | Montgat               | xemeneia de fàbrica                             | Estil: arquitectura popular 20th century                                                                                   | 41° 27′ 47″ N, 2° 16′ 24″ E / 41.46295°N,2.27332°E ca:Carrer Barrau Massó. Al costat de l'estació                                                           | bé cultural d'interès local                          | Xemeneia de l'antiga fàbrica ERT (Montgat) | Modifica les dades a Wikidata |